# Darren Haydar
Darren Haydar (* 22. Oktober 1979 in Milton, Ontario) ist ein kanadischer Eishockeyspieler der im Verlauf seiner aktiven Karriere zwischen 1998 und 2016 unter anderem 890 Spiele in der American Hockey League (AHL) auf der Position des rechten Flügelstürmers bestritten hat. Sowohl mit den Milwaukee Admirals im Jahr 2004 als auch den Chicago Wolves vier Jahre später gewann Haydar den Calder Cup. Darüber hinaus absolvierte er weitere 23 Partien für die Nashville Predators, Atlanta Thrashers und Colorado Avalanche in der National Hockey League (NHL)

## Karriere

### Anfänge im Junioren- und Collegebereich
Darren Haydar begann seine Karriere 1995 bei den Milton Icehawks aus der unterklassigen kanadischen Juniorenliga Ontario Provincial Junior A Hockey League (OPJHL). Als er in der Saison 1996/97 zum Stammkader der Icehawks gehörte, entwickelte er sich schnell zu einem der führenden Spieler der Mannschaft mit 100 Scorerpunkten in 51 Spielen. Im Jahr darauf erreichte er den Höhepunkt seiner Juniorenkarriere, als er zum besten Spieler der Liga ausgezeichnet wurde, nachdem er in 51 Ligaspielen 71 Tore erzielt und weitere 69 vorbereitet hatte. Zudem gewannen die Icehawks den Dudley Hewitt Cup als Juniorenmeister der Provinz Ontario. Haydar besuchte ab dem Sommer 1998 die University of New Hampshire, wo er zusammen mit Jason Krog gleich einer der besten Scorer war. Bereits in seinem ersten Jahr kam er in 41 Spielen auf 31 Tore und 30 Assists und wurde ins Second All-Star Team sowie zum Rookie des Jahres der Hockey-East-Division gewählt. Die Nashville Predators aus der National Hockey League (NHL) wählten ihn daraufhin im NHL Entry Draft 1999 in der neunten Runde an der 248. Position aus. In den folgenden zwei Spielzeiten blieb er mit je 41 Punkten deutlich hinter den Leistungen seiner Debütsaison, fand in der Saison 2001/02 aber wieder zur alten Stärke zurück. Mit 31 Toren und 45 Assists in 40 Spielen war er zweitbester Scorer aller College-Mannschaften der USA und wurde zum Spieler des Jahres der Hockey East gewählt. Hinzu kam der Gewinn der Divisionsmeisterschaft.

### AHL und NHL
Im Herbst 2002 machte Haydar den Schritt zu den Profis, kam aber vorerst für das Farmteam der Predators, die Milwaukee Admirals, aus der American Hockey League (AHL) zum Einsatz. Gleich in seiner ersten Saison führte er sein Team mit 75 Punkten an und belegte den sechsten Platz in der ligaweiten Scorerliste. Nebenbei gab er auch sein Debüt in der NHL, ging aber in der gesamten Spielzeit nur zweimal für die Predators aufs Eis. Die AHL zeichnete Haydar am Ende der Saison mit dem Dudley „Red“ Garrett Memorial Award als bester Neuprofi des Jahres aus. In der Saison 2003/04 konnte der Kanadier zuerst nicht die Form des Vorjahres zeigen und erreichte nur 22 Tore und 37 Assists. In den Playoffs führte er die Admirals aber wieder an, gewann mit ihnen den Calder Cup und war selbst mit 26 Punkten der Topscorer der Endrunde. Nach einer soliden Saison 2004/05, die er aufgrund einer Verletzung nicht komplett spielen konnte, absolvierte er in der Spielzeit 2005/06 sein bestes Jahr bei den Admirals. Mit 35 Toren, 57 Assists und den daraus resultierenden 92 Scorerpunkten stellte er drei persönliche Bestmarken auf und war fünftbester Scorer der AHL. Wie schon zwei Jahre zuvor erreichten die Admirals das Finale um den Calder Cup und erneut war Haydar bester Scorer der Playoffs, diesmal mit 35 Punkten in 21 Spielen. Allerdings unterlagen sie diesmal den Hershey Bears in der Finalserie.
Da Haydar innerhalb von vier Jahren nur zweimal für die Nashville Predators in der NHL gespielt hatte, wurde sein Vertrag im Sommer 2006 nicht verlängert und die Atlanta Thrashers verpflichteten ihn als Free Agent. Jedoch kam er in der Saison 2006/07 nicht über vier punktlose Einsätze für Atlanta hinaus und verbrachte den Großteil der Saison beim AHL-Farmteam, den Chicago Wolves. Wieder vereint mit seinem ehemaligen Studienkollegen Jason Krog spielte Haydar seine bisher beste Saison. Er erzielte 41 Tore und bereitete 81 Treffer vor, womit er am Ende der Spielzeit mit 23 Punkten Vorsprung Topscorer der regulären Saison wurde und die John B. Sollenberger Trophy erhielt. Zudem stellte er einen neuen AHL-Rekord auf, als er in 39 Spielen in Folge punkten konnte und somit die alte Bestmarke um sieben Spiele übertraf. Auch in den Playoffs zeigte er erneut sein Können, erzielte 24 Punkte und wurde wieder Topscorer der Endrunde, obwohl die Chicago Wolves bereits in der dritten Runde nach 15 Spielen ausgeschieden waren. Nach der Saison wurde Haydar zudem mit dem Les Cunningham Award als wertvollster Spieler der AHL ausgezeichnet.

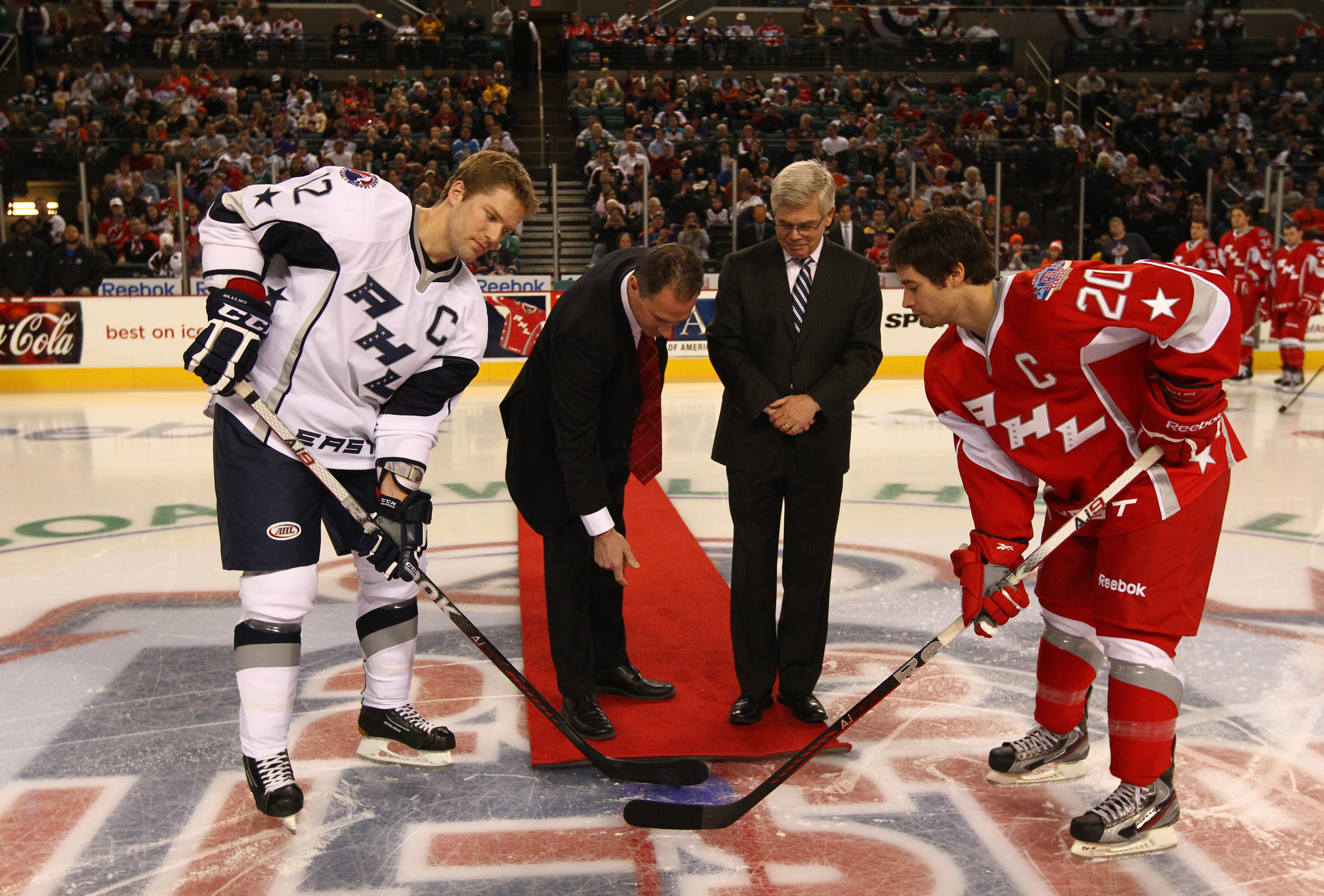
Boyd Kane (li.) und Darren Haydar beim AHL All-Star Classic 2012

In der Saison 2007/08 erzielte Haydar seinen ersten Treffer in der NHL, als er insgesamt 16-mal für die Atlanta Thrashers zum Einsatz kam. Den Rest des Jahres spielte er aber wieder für die Chicago Wolves, die den Calder Cup gewinnen konnten. Haydar steuerte dazu in den Playoffs zwölf Tore und 15 Assists bei und war nach Jason Krog bester Scorer der Mannschaft. Nachdem sein Vertrag im Sommer 2008 von den Thrashers nicht verlängert worden war, gaben ihm die Detroit Red Wings einen Einjahresvertrag, aber auch dort wurde er zunächst zum AHL-Kooperationspartner, den Grand Rapids Griffins, geschickt. Haydar übernahm das Amt als Mannschaftskapitän, hatte aber in der ersten Saisonhälfte Probleme seine Reputation als einer der besten und konstantesten Scorer der Liga unter Beweis zu stellen. So kam er in den ersten drei Monaten auf – für seine Verhältnisse – mäßige 26 Punkte in 33 Saisonspielen. Nach dem Jahreswechsel kehrte er aber zurück zur alten Form und beendete die Saison schließlich als sechstbester Scorer der Liga mit 80 Zählern. Im Sommer 2009 unterschrieb Haydar einen Vertrag bei der Colorado Avalanche, die ihn überwiegend im Farmteam bei den Lake Erie Monsters in der AHL einsetzten, bei denen Haydar als Assistenzkapitän tätig war. Im Juli 2010 unterschrieb er einen Kontrakt bei den Chicago Wolves. Dort verbrachte er drei weitere Spielzeiten in der AHL.

### Wechsel nach Europa
Im Juli 2013 unterschrieb Haydar einen Vertrag über ein Jahr beim EHC Red Bull München in der Deutschen Eishockey Liga (DEL) und sammelte 37 Scorerpunkte in 46 Einsätzen für den EHC. Anschließend wurde er im Juni 2014 vom kroatischen Klub KHL Medveščak Zagreb aus der Kontinentalen Hockey-Liga (KHL) verpflichtet. Nachdem dieses Engagement nur von kurzer Dauer und bereits wieder im September desselben Jahres beendet war, wechselte der Kanadier zusammen mit seinem Sturmpartner Jason Krog zum EC VSV in die österreichische Erste Bank Eishockey Liga (EBEL). Dort erhielt Haydar im Anschluss an die Saison 2014/15 keinen neuen Vertrag. Nach Beginn der Spielzeit 2015/16 in der DEL2 nahm der Stürmer ein Angebot der Lausitzer Füchse aus Weißwasser an. Dort beendete der 36-Jährige im Sommer 2016 seine Profikarriere und spielte fortan noch im kanadischen Amateur-Eishockey.
Im Jahr 2020 wurde Darren Haydar in die AHL Hall of Fame aufgenommen. Dort hatte er im Verlauf seiner Karriere insgesamt 890 Partien absolviert und dabei 931 Scorerpunkte gesammelt.

## Erfolge und Auszeichnungen
| - 1998 OPJHL-Spieler des Jahres - 1998 OPJHL First All-Star Team - 1998 Dudley-Hewitt-Cup-Gewinn mit den Milton Icehawks - 1999 Hockey East Rookie of the Year - 1999 Hockey East Second All-Star Team - 2000 Hockey East Second All-Star Team - 2002 Lamoriello-Trophy-Gewinn mit der University of New Hampshire - 2002 Hockey East Player of the Year - 2002 Hockey East First All-Star Team - 2003 Teilnahme am AHL All-Star Classic - 2003 Dudley „Red“ Garrett Memorial Award | - 2003 AHL All-Rookie Team - 2004 Calder-Cup-Gewinn mit den Milwaukee Admirals - 2007 Teilnahme am AHL All-Star Classic - 2007 John B. Sollenberger Trophy - 2007 Les Cunningham Award - 2007 AHL First All-Star Team - 2008 Calder-Cup-Gewinn mit den Chicago Wolves - 2009 AHL Second All-Star Team - 2011 AHL Second All-Star Team - 2012 Teilnahme am AHL All-Star Classic - 2020 Aufnahme in die AHL Hall of Fame |

## Karrierestatistik
(Legende zur Spielerstatistik: Sp oder GP = absolvierte Spiele; T oder G = erzielte Tore; V oder A = erzielte Assists; Pkt oder Pts = erzielte Scorerpunkte; SM oder PIM = erhaltene Strafminuten; +/− = Plus/Minus-Bilanz; PP = erzielte Überzahltore; SH = erzielte Unterzahltore; GW = erzielte Siegtore; 1 Play-downs/Relegation; Kursiv: Statistik nicht vollständig)